# SBK X: Superbike World Championship
SBK X: Superbike World Championship est un jeu vidéo de course de motos développé par Milestone et édité par Black Bean Games, sorti en 2010 sur Windows, PlayStation 3 et Xbox 360.

## Accueil
- PC Gamer : 60 %[1]